# Oonopinus corneus
Oonopinus corneus là một loài nhện trong họ Oonopidae.
Loài này thuộc chi Oonopinus. Oonopinus corneus được miêu tả năm 2008 bởi Tong & Li.